# Права ЛГБТ в Молдове
'Гомосексуальные отношения в Молдове легальны с 1995 года. В 2002 году был принят единый возраст сексуального согласия — 16 лет.
Законопроект, который запрещает дискриминацию по признаку сексуальной ориентации в сфере труда, был принят молдавским парламентом 25 мая 2012 года и подписан президентом страны Николае Тимофти 28 мая того же года. Закон вступил в силу 1 января 2013 года.